# L'Homme de la nuit (film, 1927)
Pour les articles homonymes, voir L'Homme de la nuit.
Pour plus de détails, voir Fiche technique et Distribution.
L'Homme de la nuit (After Midnight) est un film américain réalisé par Monta Bell et sorti en 1927.

## Synopsis
Une histoire de la vie nocturne de New York mêlant Mary, une hôtesse de cabaret au cœur d'or et sa sœur Maizie, une chercheuse d'or sans cœur...

## Fiche technique
- Titre original : After Midnight
- Réalisation : Monta Bell
- Scénario : Lorna Moon
- Photographie : Percy Hilburn
- Montage : Blanche Sewell
- Distributeur : Metro-Goldwyn-Mayer
- Durée : 70 minutes
- Date de sortie : 20 août 1927

## Distribution
- Norma Shearer : Mary Miller
- Lawrence Gray : Joe Miller
- Gwen Lee : Maizie
- Eddie Sturgis : Red Smith
- Philip Sleeman : Gus Van Gundy